# Jónás Zsigmond
Jónás Zsigmond (Budapest, 1879. augusztus 7. – Budapest, 1936. június 11.) műépítész, Jónás Dávid testvéröccse.

## Életútja
Jónás Ignác (1831–1917) óbudai nagykereskedő és Kollinsky Regina Ida fia. Tanulmányait a József-műegyetemen végezte. 1906-ban a Magyar Mérnök- és Építész Egylet aranyérmét nyerte el. Hosszabb ideig testvérbátyjával, Dáviddal működött együtt. 
Közösen tervezett épületeik: 
- Szénássy és Bárczay áruháza;
- Tolnai Világlapjának palotája;
- a Goldberger-féle áruház.

1917. november 3-án Budapesten házasságot kötött a nála 12 évvel fiatalabb Földiák Herminával. 1930-ban áttért a római katolikus vallásra. Miután megözvegyült, 1928. július 11-én ugyancsak Budapesten feleségül vette a 11 évvel fiatalabb Czettel Lilit. Halálát bélrák, szívbénulás okozta.

## Ismert saját épületek

### Tervben maradt épületek
- 1903: útszéli kápolna (I. díj, település közelebbi megjelölése nélkül)[9]
- 1904: székesfővárosi krematórium, Budapest[9][10]
- 1906: szabadon álló építészettörténeti múzeum (aranyérem, település közelebbi megjelölése nélkül)[9]
- 1916: „Isten kardja” első világháborús hősi emlékmű, Budapest[11]

## Egyéb irodalom
- (szerk.) Rozsnyai József: Építőművészek a historizmustól a modernizmusig, Terc Kereskedelmi és Szolgáltató Kft. Szakkönyvkiadó Üzletága, Budapest, 2018, ISBN 978-615-5445-52-1
- A Kerepesi úti temető. A bevez. tanulmányt írta, az adattárat, a mutatókat és a szemelvényeket összeállította Tóth Vilmos. 2 db. = Budapesti Negyed 1999.